# Charles Robinson

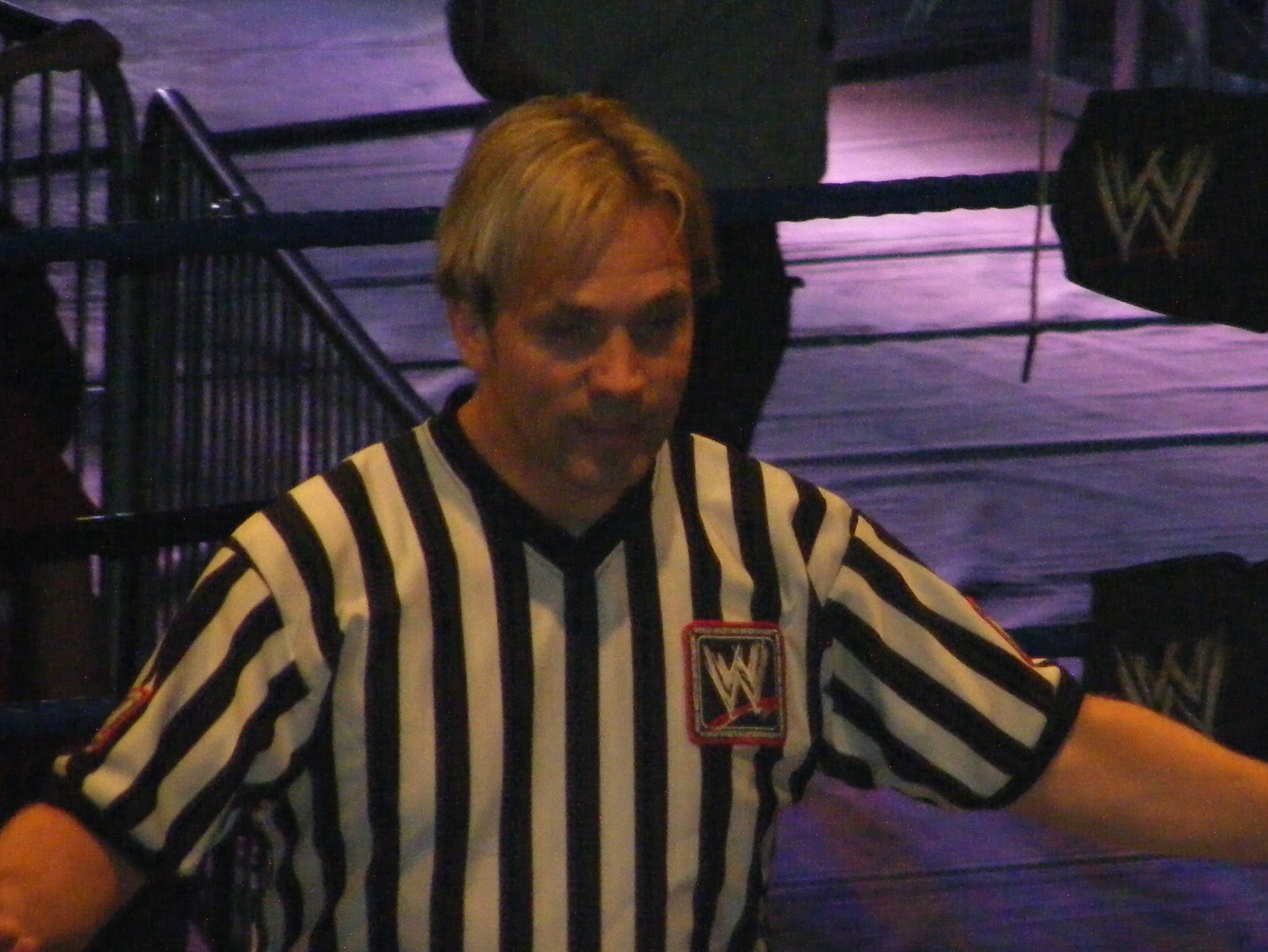
Charles Robinson (2009).

Charles Shane Robinson (nascido em 2 de julho de 1964) é um árbitro norte-americano de wrestling profissional, onde atualmente trabalha na WWE.
Ele estreou como árbitro em 1993, ficou até 2000 na World Championship Wrestling e, a partir de 2001, é árbitro na WWE.